# Abel Frederiksen
Abel Jens Peter Frederiksen (*10. prosince 1881, Iginniarfik – ?) byl grónský lovec a zemský rada zasedající v první severogrónské zemské radě.

## Životopis
Abel Frederiksen byl synem Nielse Frederika Johana Henrika Frederiksena (1833–?) a jeho manželky Debory Abelone Tekly Andreasen (1859–?). Jeho mladším bratrem byl pozdější zemský radní Kasper Frederiksen (1890–?). Dne 4. srpna 1905 se v Iginniarfiku oženil s Karen Kristine Mariane Jeremiassen (1882–1919), po smrti své první ženy se v roce 1920 oženil podruhé se Sofií Julií Dortheou Jeremiassen (1879–?).
Abel Frederiksen byl lovcem. V letech 1911 až 1917 byl členem první severogrónské zemské rady. Na prvním zasedání ho ještě zastupoval Jakob Rasmussen.